# Deutsche Gesellschaft für Heereskunde
Die Deutsche Gesellschaft für Heereskunde (DGfHK) e. V. (bis 1952 Gesellschaft für Heereskunde) ist eine gemeinnützige Vereinigung zur Pflege und des Studiums der kulturgeschichtlichen Entwicklung der deutschen und internationalen Heere.

## Vereinszweck
Die Gesellschaft dient der wissenschaftlichen Erforschung der Heereskunde und Militärgeschichte. Insbesondere beschäftigt sie sich mit deren Formation, Uniformierung, Ausrüstung, Bewaffnung und Verwaltung. Die Gesellschaft sucht diesen Zweck durch Arbeitstreffen, Exkursionen und Vorträge für ihre Mitglieder sowie die Herausgabe der Zeitschrift für Heereskunde zu erreichen. Neben dem wissenschaftlichen Austausch in der Zeitschrift findet die Arbeit der Gesellschaft vor allem in den regionalen Arbeitskreisen (Berlin, Dresden, Hamburg, Hannover, München, Münster, Roßlau) und auf den jährlichen Tagungen statt.

## Geschichte
Die Gesellschaft für Heereskunde e. V. wurde am 1. Dezember 1898 im Berliner Künstlerhaus in der Bellevuestraße gegründet. Zu ihren frühen Mitgliedern gehörten Künstler, Schriftsteller, Offiziere, Heeres- und Uniformkundler sowie Militärhistoriker. Dazu gehören der Historienmaler Richard Knötel, der spätere Generalfeldmarschall August von Mackensen, der als Gründungsmitglied schließlich auch Ehrenvorsitzender wurde, oder der Geschichtsmaler Louis Braun aus München. Erster Vorsitzender war Adalbert Mila, der Verfasser der Geschichte der Bekleidung und Ausrüstung der königlich preußischen Armee. Das erste Mitgliederverzeichnis des Jahres 1899 wies 37 Personen nach. Erstes Publikationsorgan für Mitteilungen der Gesellschaft war die Zeitschrift Ueberall.
Zunächst blieben die Aktivitäten der Gesellschaft vor allem auf den Raum Berlin beschränkt, in den Jahren nach dem Ersten Weltkrieg weitete sie ihre Arbeit auf ganz Deutschland aus. Viele Mitglieder aus dem Ausland gaben der Gesellschaft zudem internationales Ansehen. Auch in den Jahren des Dritten Reichs existierte der Verein weiter. 1938 wurde die Österreichische Gesellschaft für Heereskunde nach dem so genannten „Anschluss“ Österreichs in die deutsche Gesellschaft überführt. Vorher hatte man schon viele Jahre die Zeitschrift für Heereskunde gemeinsam herausgegeben. Noch bis 1944 wurde die Zeitschrift der Gesellschaft herausgegeben. Mit dem Ende des Zweiten Weltkriegs stellte die Gesellschaft für Heereskunde ihre Tätigkeit zunächst ein.
Erst 1952 fanden sich ehemalige Mitglieder in der Bundesrepublik wieder zum Meinungs- und Gedankenaustausch zusammen. Konteradmiral a. D. Hermann Lorey übernahm am 11. November 1953 auf der ersten Jahreshauptversammlung nach dem Krieg in Berlin Dahlem den Vorsitz. Seit Januar 1953 erschien auch die Zeitschrift für Heereskunde erneut. 1991 tagte die Gesellschaft erstmals nach der Neugründung wieder in Potsdam. 1997 kam es zur intensiven Kooperation mit der Österreichischen Gesellschaft für Heereskunde. Zum 100. Jubiläum in Berlin-Spandau wurde die Sonderausstellung „Militärstadt Spandau“ kuratiert. Heute umfasst die Gesellschaft im In- und Ausland knapp 600 Mitglieder. Zu den Vorsitzenden der Gesellschaft in der Bundesrepublik Deutschland gehörten Herbert Knötel (1952–1957, danach als Ehrenvorsitzender), Werner Hahlweg (1962–1986), Arnold Wirtgen (1986–1998), Joachim Niemeyer (1998–2002) und Rolf Wirtgen (2002–2012). Derzeitiger Vorsitzender (seit 2012) ist der Militärhistoriker Frank Wernitz.

## Publikationen
- Deutsche Gesellschaft für Heereskunde e. V. (Hrsg.): Das altpreussische Heer. Erscheinungsbild und Wesen, 1713–1807. 9 Bände, Biblio-Verlag, Bissendorf 1970 ff., ISBN 3-7648-0187-5.
- Joachim Niemeyer, Georg Ortenburg (Hrsg.): Die chur-braunschweig-lüneburgische Armee im Siebenjährigen Kriege. Das „Gmundener Prachtwerk“. Im Auftrag der Deutschen Gesellschaft für Heereskunde e. V., Vogel, Beckum 1976.
- Klaus-Peter Merta, Lars-Holger Thümmler (Hrsg.): Das Militär der Sächsischen Herzogtümer in Thüringen, 1806–1866. Im Auftrag der Deutschen Gesellschaft für Heereskunde e. V., Potsdam 1996.
- Georg Ortenburg (Hrsg.): Das Militär der Landgrafschaft Hessen-Kassel zwischen 1783 und 1789. Im Auftrag der Deutschen Gesellschaft für Heereskunde e. V., Potsdam 1999.
- Jürgen Kraus: Die feldgraue Uniformierung des deutschen Heeres 1907 bis 1918. 2 Bände, hrsg. von der Deutschen Gesellschaft für Heereskunde e. V. aus Anlaß ihres 100jährigen Bestehens, Biblio-Verlag, Osnabrück 1999, ISBN 3-7648-2533-2.
- Facetten des Großen Krieges 1914–1918, Hannover 2018, ISSN 0044-2852